# BAIE

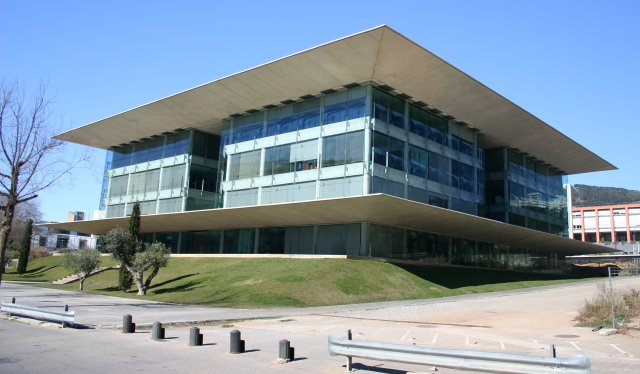
Edifici Nexus 2, seu de la BAIE

BAIE (associació Barcelona Aeronàutica I de l'Espai) és un clúster d'aeronàutica i espai de Catalunya. Avui BAIE té més de 90 socis. És membre de l'associació de clústers aeronàutics d'Europa European Aviation Clústers Partnership. És una plataforma creada el novembre de 2000 com iniciativa del batlle de Barcelona Joan Clos, que té com a objectiu promoure la regió Metropolitana de Barcelona i Catalunya com un escenari competitiu per a les activitats relacionades amb la indústria aeronàutica i l'espai. Té la seu a la ciutat de Barcelona, Edifici Nexus II, del Campus Nord de la Universitat Politècnica de Catalunya.
Els principals objectius de la Baie són:
- Desenvolupar un clúster per augmentar l'activitat de la indústria aeroespacial (aeronàutica i espai) del sector a la Regió Metropolitana de Barcelona i a Catalunya.
- Atreure la inversió de les indústries aeroespacials de la regió.
- Establir relacions estratègiques, acords de cooperació i de I + D dins de la comunitat aeronàutica i l'espai, especialment a causa de la proximitat amb la zona de Tolosa (seu d'Airbus).[2]

## Membres
| - ABAC ENGINYERIA S.L. - ABERTIS INFRAESTRUCTURAS - AD TELECOM - ALG - APPLUS+ LGAI TECHNOLOGICAL CENTER - ARITEX CADING - ATOS ORIGIN - AUTOSTAMP, SA - CIMNE (UPC) - CIMSA Ingeniería de Sistemas, S.A. - Composites ATE - FICOSA INTERNATIONAL - GESTIÓ I PROMOCIÓ AEROPORTUÀRIA (GPA) | - GTD Ingeniería de sistemas y de software - GUTMAR,S.A. MECANICA DE PRECISION - HOFMANN IBÈRICA - IDOM - INDUSTRIA HELICAT & ALAS GIRATORIAS S.L - INDRA ESPACIO S.A. - INGENIA AIE - INHISET - ISEE 2007 - MAPRO - MAZEL - MIER COMUNICACIONES, S.A. - NTE-SENER S.A. | - PRAE TRADE - PROCON SYSTEMS - PROMAUT - RUCKER IBÉRICA - SENER Ingeniería y Sistemas, S.A. - SERRA SOLDADURA, S.A. - SISNEXT Enginery - SÒLID ENGINYERIA - STARLAB Barcelona, S.L. - TAXIJET - TELSTAR TECNOLOGÍA MECÁNICA, S.L. - ULTRAMAGIC,S.A. - W AERONAUTICA |